# Margomulyo (Kerek)
Margomulyo is een bestuurslaag in het regentschap Tuban van de provincie Oost-Java, Indonesië. Margomulyo telt 5477 inwoners (volkstelling 2010).